# Церковь Рождества Пресвятой Богородицы (Верхнее Мячково)
Церковь Рождества Пресвятой Богородицы — приходской храм Раменского благочиния Московской областной епархии Русской православной церкви в посёлке Верхнее Мячково (Раменский район). При храме действует воскресная школа.

## История
Церковь была построена в 1770 году. Во время Отечественной войны 1812 года церковь была разграблена и осквернена.
Во время советской власти церковь не закрывалась, в 1918 году была попытка закрыть храм, но верующие села отстояли его. После этого священник был арестован, однако через несколько лет был выпущен и снова стал служить в храме вплоть до своей смерти в 1921 году.
В 1970-е годы храм приходил в упадок, постепенно разрушался парапет, кладка здания. В 1984 году настоятелем был назначен иерей Александр Шередекин. В следующем году начались реставрационные работы. В 1995—2004 годах началась реставрация икон, расчистка территории и т. д.